# Edda Pastor

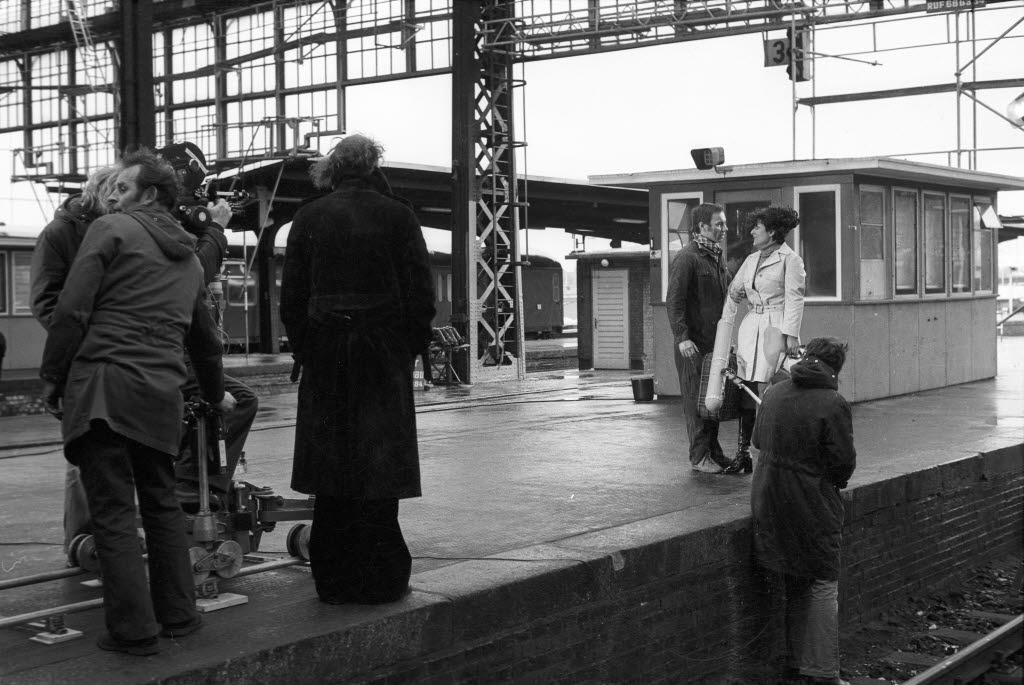
Edda Pastor und Dieter Prochnow bei Dreharbeiten zum Tatort Kneipenbekanntschaft (1974)

Edda Pastor (* 1942 in Köln) ist eine deutsche Schauspielerin.

## Leben
Bereits als Kind spielte Edda Pastor größere Rollen an den Städtischen Bühnen Köln unter ihrem Entdecker und Förderer, dem damaligen Generalintendanten Herbert Maisch. Ihre künstlerische Ausbildung erhielt sie an der Hochschule für Musik und Darstellende Kunst Frankfurt am Main. Pastor hatte Engagements u. a. an den Städtischen Bühnen Münster, am Staatstheater Oldenburg, an den Theatern in Bonn und Krefeld sowie in Berlin an der Freien Volksbühne und der Komödie am Kurfürstendamm, am Theater Pforzheim, wo sie in dem Musical My Fair Lady die Eliza Doolittle verkörperte, am Hamburger Ohnsorg-Theater, der Komödie Winterhuder Fährhaus oder der Komödie im Bayerischen Hof. Daneben gastierte sie wiederholt bei den Festspielen in Recklinghausen, Feuchtwangen und Bad Hersfeld, wo sie 1975 für die Darstellung der Marie in Ferenc Molnárs Stück Liliom mit dem Hersfeld-Preis ausgezeichnet wurde.
Gemeinsam mit ihrem Schauspielkollegen Patrik Fichte trat Pastor in der Vergangenheit gelegentlich in Leseabenden zum Thema "Reife Frau – junger Geliebter" auf, in denen beide aus Briefen und Tagebüchern prominenter Liebespaare lasen.
Seit Ende der 1950er Jahre hat Edda Pastor auch immer wieder für Film und Fernsehen gearbeitet. So konnte man sie in einigen Tatort-Folgen sehen sowie in Serien wie Sonderdezernat K1, Ein Fall für zwei oder Stadtklinik, wo sie in mehreren Folgen die Rolle der Elena Wandke spielte. Daneben wirkte Pastor in einigen Hörspielproduktionen mit.

## Filmografie (Auswahl)
- 1959: Ein Traumspiel
- 1961: Auf der Suche nach Glück
- 1969: Der Vetter Basilio
- 1973: Smog
- 1974: Tatort – Kneipenbekanntschaft
- 1975: Motiv Liebe – Anonym
- 1977: Sonderdezernat K1 – Tod eines Schrankenwärters
- 1977: Tatort – Himmelblau mit Silberstreifen
- 1979: Zwei Mann um einen Herd
- 1980: Die unsterblichen Methoden des Franz Josef Wanninger – Der Hauptmann von Erkershausen
- 1980: Die unsterblichen Methoden des Franz Josef Wanninger – Drei Pässe zuviel
- 1981: Goldene Zeiten
- 1982: Steckbriefe – Irrgarten
- 1982: Die Aufgabe des Dr. med. Graefe
- 1983: Ein Fall für zwei – Strich durch die Rechnung
- 1984: Ein Mann namens Parvus
- 1984: Der Millionen-Coup
- 1987: Albert Schweitzer
- 1988: Liebling Kreuzberg – Hausbesuche
- 1991: Karniggels
- 1994: Doppelter Einsatz – Blutiger Schnee
- 1996: Geschichten aus dem Leben – Doppeltes Spiel
- 1997: Der kleine Unterschied
- 1998: Stadtklinik (10 Folgen als Elena Wandke)
- 1999: Tatort – Habgier
- 2000: Großstadtrevier – Die Stunde der Frauen
- 2000: Rote Rosen (Ep. #1.1331 und #1.1332 als Saskia Schade)

## Hörspiele
- 1971: Ein Abend mit Bilmoneit – Regie: Arnold E. Ott
- 1976: Die Moden der Angst – Regie: Sylvia Molzer
- 2004: Sweeter Than Roses: Purcells Traum von König Artus – Regie: Beate Andres
- 2005: Mistlers Abschied – Regie: Irene Schuck